# 현대중앙당
현대중앙당(現代中央黨, 슬로베니아어: Stranka modernega centra)은 슬로베니아의 자유주의, 중도좌파 정당이다. 2014년 설립되었다. 현재 지도자는 미로 체라르이다.